# Ducato di Anhalt
Il Ducato di Anhalt fu uno stato tedesco esistente dal 1863 al 1918.

## Territorio
A ovest, il territorio del Ducato di Anhalt era composto da aree molto collinari, dove si trovano le catene dell'Harz con il picco di Ramberg, alto 579 m. Dall'Harz il terreno scende dolcemente verso la Saale ed è particolarmente fertile tra questo fiume e l'Elba. Ad est dell'Elba, la terra è perlopiù pianeggiante, con grandi foreste di pini e ricchi pascoli. L'Elba è il principale fiume della regione, interessando gran parte del territorio. Il clima è generalmente mite.

## Storia
Nel 1806 Napoleone I elevò gli stati rimanenti di Anhalt-Bernburg, Anhalt-Dessau e Anhalt-Köthen a ducati (Anhalt-Plötzkau e Anhalt-Zerbst, nel frattempo, avevano cessato di esistere). Questi ducati vennero uniti nel 1863, all'estinzione delle linee dei ducati di Köthen e Bernburg. Il nuovo ducato era costituito di due distinte porzioni: l'Est Anhalt e l'Ovest Anhalt, separati dalla provincia prussiana della Sassonia, oltre a cinque enclavi circondate da territori prussiani: Alsleben, Mühlingen, Dornburg, Goednitz e Tilkerode-Abberode. La porzione più ampia era quella ad est: il distretto di Potsdam (nella provincia prussiana del Brandeburgo), il Magdeburgo e il Merseburgo (divenute province prussiane dell'area della Sassonia). La porzione più piccola del ducato (il cosiddetto Ducato Superiore o Ballenstedt) venne inoltre racchiuso successivamente nel distretto del ducato di Brunswick-Lüneburg.
La capitale di Anhalt (quando lo stato venne unito) fu Dessau.
Nel 1918, allo scoppio della rivoluzione della Repubblica di Weimar, lo stato passò da un regime monarchico ad uno repubblicano e venne rimpiazzato dal Libero Stato di Anhalt, all'interno della Repubblica di Weimar, che dal dopoguerra fa parte del land di Sassonia-Anhalt.

## Duchi di Anhalt
| Immagine | Nome               | Regno     | Note |
| -------- | ------------------ | --------- | --- |
|          | Leopoldo I         | 1863-1871 | Già duca di Anhalt-Dessau e poi di Anhalt-Dessau-Köthen, riunisce tutti i domini della casata degli Ascanidi fondando il Ducato di Anhalt. |
|          | Federico I         | 1871-1904 | Figlio del precedente |
|          | Federico II        | 1904-1918 | Figlio del precedente. |
|          | Edoardo            | 1918      | Figlio di Federico I. |
|          | Gioacchino Ernesto | 1918      | Figlio del precedente. Abdica nel 1918 con la capitolazione dell'Impero tedesco.                                                           |